# Eudule aperta
Eudule aperta är en fjärilsart som beskrevs av Paul Dognin 1913. Eudule aperta ingår i släktet Eudule och familjen mätare. Inga underarter finns listade i Catalogue of Life.